# فرودگاه بین‌المللی دلوت
فرودگاه بین‌المللی دلوت (به انگلیسی: Duluth International Airport) یک فرودگاه همگانی بهره‌برداری هوایی با کد یاتا DLH است که یک باند فرود بتن دارد و طول باند آن ۳۰۹۷ متر است. این فرودگاه در شهر دولوث، مینه‌سوتا کشور ایالات متحده آمریکا قرار دارد و در ارتفاع ۴۳۵ متری از سطح دریا واقع شده است.

## شرکت‌های هواپیمایی و مقصدهای پروازی
| شرکت‌های هواپیمایی | مقصدهای پروازی    |
| ----------------- | ----------------- |
| دلتا ایرلاینز     | مینیاپولیس−سنت پل |
| دلتا کانکشن       | مینیاپولیس−سنت پل |
| یونایتد اکسپرس    | اوهر شیکاگو       |